# Công viên Cytadela

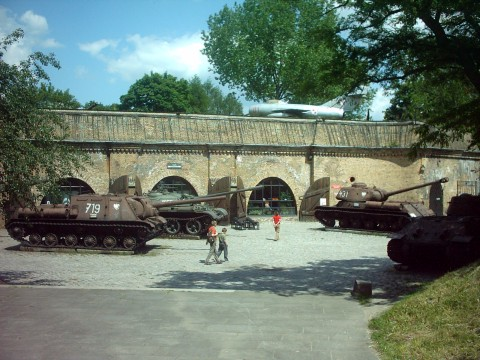
Bảo tàng quân đội

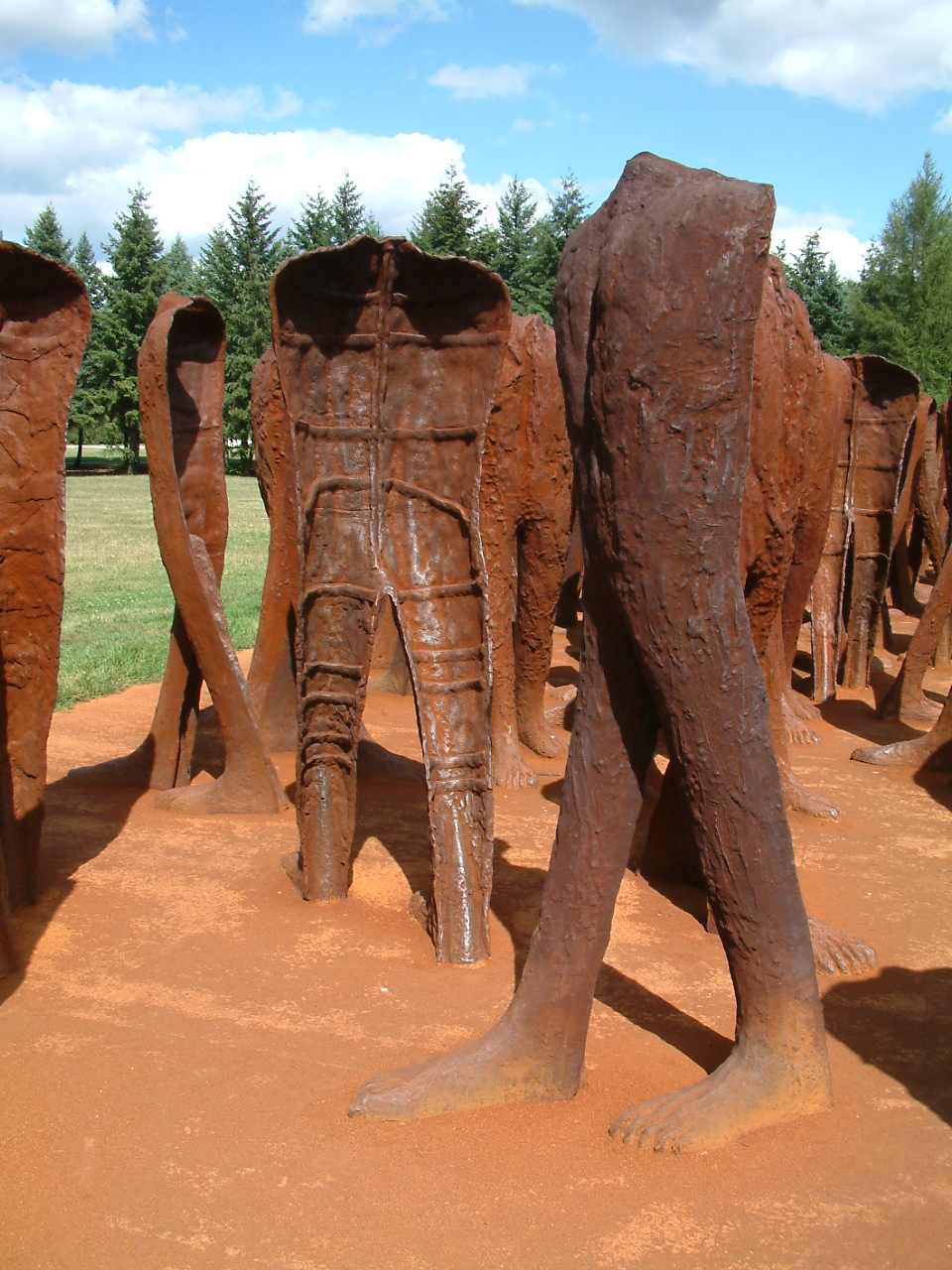
Màn hình điêu khắc: Nierozpoznani ("Những người không được công nhận") của Magdalena Abakanowicz

Công viên Cytadela (tiếng Ba Lan cho thành cổ) ở Poznań (phía tây Ba Lan) là một công viên lớn tại địa điểm của Fort Winiary, một khu vực kiên cố từ thế kỷ 19 ở phía bắc trung tâm thành phố. Nó bao gồm một bảo tàng quân sự, nghĩa trang quân đội và phần còn lại của một số công sự. Nó nằm trong quận Stare Miasto của thành phố, phía nam Winogrady.
Địa điểm này được liệt kê là một trong những Di tích lịch sử quốc gia chính thức của Ba Lan (Pomnik historii), được chỉ định vào ngày 28 tháng 11 năm 2008, cùng với các phần khác của lõi lịch sử của thành phố. Danh sách của nó được duy trì bởi Ủy ban Di sản Quốc gia Ba Lan.

## Công viên và nghĩa trang
Trong thời kỳ hậu chiến, địa điểm của Fort Winiary đã được chuyển đổi thành công viên Cytadela. Hầu hết các công sự đã bị phá hủy, mặc dù một số cấu trúc vẫn có thể được nhìn thấy cho đến ngày nay. Tòa nhà Spezial-Kriegs-Labatorium hiện có một bảo tàng quân sự. Ngoài ra còn có một bảo tàng quân đội Poznań ở rìa phía nam của công viên. Một Rosarium nằm gần rìa phía bắc của công viên, và một giảng đường (hiện đã bị vô hiệu hóa) được xây dựng ở cuối phía đông, trên địa điểm của Ravelin IV. Công viên có một số lượng lớn lối đi và không gian mở, và nhiều tác phẩm điêu khắc ngoài trời khác nhau.
Trên con dốc ở rìa phía tây nam của công viên là một loạt các nghĩa trang quân sự. Chúng bao gồm một nghĩa trang Khối thịnh vượng chung (" Nghĩa trang quân đội cũ của Poznań "), được thành lập sau Thế chiến I, bao gồm những ngôi mộ chủ yếu là của tù nhân từ Thế chiến I và những người lính không quân từ Thế chiến II (nhiều người đã chết trong vụ đánh bom Stettin, Szczecin; nhưng một số  –   trong đó có ít nhất một phi công người Ba Lan, Pawel "Peter" Tobolski   –   bị Gestapo sát hại sau "Cuộc đào thoát vĩ đại" từ Stalag Luft III năm 1944). Ngoài ra còn có nghĩa trang Ba Lan và Liên Xô trên một con dốc. Một "Tượng đài anh hùng" nhìn ra các nghĩa trang, đứng trên đỉnh của các bước tạo thành lối vào chính của công viên.